# Concerto grosso (Holmgreen)
Pelle Gudmundsen-Holmgreen voltooide zijn enige Concerto grosso in 1990. In 1995 en 2006 sleutelde hij verder aan dit werk. Door dat te doen werd hij op het idee gebracht ook in andere werken veranderingen door te voeren; onbekend is of dat daadwerkelijk gebeurd is.
Het Concerto grosso is een muziekstuk in de traditionele betekenis van het woord. Het solistengezelschap, in dit geval een strijkkwartet. Het speelt met en tegen elkaar en als kwartet met en tegen het gemankeerde orkest. Het orkest bevat niet de instrumenten, die al in het strijkkwartet aanwezig zijn. Qua stijl hoort het concerto grosso in de barok en er zijn er talloze van gecomponeerd. Vanaf de begintoon is duidelijk dat de muziek niet tot de barok behoort. Onduidelijk is  tot welke stroming dit muziekwerk wel behoort. Holmgreen duidde het zelf aan als Vivaldi op safari. Het orkest zet het werk in gang met een accent. Vervolgens begint het strijkkwartet aan een minimal musicachtige muziek met golvende accenten. De muziek van dat strijkkwartet wordt dan gezet tegen klanklandschappen van het orkest. Het werk heeft hier iets weg van de muziek van John Adams en Steve Reich, waarbij de muziek maar niet op gang wil komen. Na vijf minuten wordt andere meer lyrische muziek geïntroduceerd, spookachtige akkoorden. In de vaak dissonante en instabiele muziek is er ruimte voor muzikale versieringen, zoals glissandi en een walsje. Na dertien minuten komt de muziek muurvast te zitten; er lijkt geen maat- of tempovoering meer te zijn; alleen starheid met op de achtergrond geklop van de grote trom. Het strijkkwartet weet de apathie langzaam te verbreken, maar een melodielijn blijft afwezig. Ook daarna blijft het gehele ensemble strijden en komen de accenten uit het begin even terug om net zo snel weer te verdwijnen. Toch weet de muziek uit het begin de strijd te winnen, maar lange en ongestructureerde noten en soms chaos van/in het orkest zorgen ervoor dat het niet meer op gang komt. Het strijkkwartet doet er alles aan, maar wordt volledig overspeeld door orkest met aritmische percussie. Het concerto grosso lijkt zich naar het eind te spoeden, maar valt ineens in starheid terug; iedereen lijkt moegestreden. Als een soort coda besluit het strijkkwartet vermoeid het concerto grosso; de laatste muzikale zin wordt niet meer afgemaakt; het werk eindigt plots.

## Orkestratie
Het werk bestaat uit een deel en is geschreven voor:
- solisten: 2 violen, 1 altviool, 1 cello
- 2 dwarsfluiten, 2 hobo’s, 2 klarinetten, 2 fagotten,
- 4 hoorns, 3 trompetten, 3 trombones, 1 tuba
- 4 man / vrouw percussie, 1 harp; 1 piano
- 2 contrabassen.

Het werk is gecomponeerd met het Kronos Quartet voor ogen. Dit gaf dan ook de première op 26 oktober 1990 in Kopenhagen met het Deens Radio Symfonieorkest onder leiding van Michel Tabachnik. Dezelfde combinatie, maar dan onder Thomas Dausgaard, gaf de première van de 2006-versie op 12 november 2007.

## Discografie
- Uitgave Dacapo: opnamen van 12 tot 14 november 2007.

## Bron
- de compact disc
- GC op website van de componist.